# Eliska Vincent
Eliska Vincent (nata Girard) (Mézières-en-Drouais, 1841 – 1914) è stata un'attivista francese, una delle femministe più influenti del suo paese.
Militante socialista tra il 1880 e il 1890, è conosciuta per aver raccolto numerosi scritti sul femminismo, e per essere stata la cofondatrice della Société pour la rivendication du Droit des Femmes (Società per la rivendicazione dei Diritti delle Donne). Era anche una delle sedici donne che fondarono l'Ordine Massonico Misto e Internazionale Le Droit Humain, che ha permesso per la prima volta nella storia l'ingresso delle donne in massoneria.

## Biografia
Nata a Mézières-en-Drouais, Eure-et-Loir nel 1841, Eliska Girard era figlia di un artigiano repubblicano, arrestato per aver partecipato alla Rivoluzione Francese del 1848.
Con Maria Deraismes, Paule Mink, Louise Michel, Élie Reclus e Caroline de Barrau fondò la prima società femminista, la Société pour la rivendication du Droit des Femmes, riunitasi per la prima volta a casa di André Léo. Nonostante i vari esponenti della società fossero socialisti, anarchici e repubblicani moderati, l'obiettivo comune era quello di migliorare l'istruzione delle giovani donne. Eliska Vincent era anche una socialista utopica e prestò il suo aiuto alla Comune di Parigi rischiando di essere giustiziata per il suo ruolo. Nel 1878 fu la delegata al congresso dei lavoratori. Nel 1888 fondò Egalité d'Asnières, un gruppo femminista che prese il nome dal comune dove lei visse. Nonostante il numero dei membri non avesse superato mai il centinaio, il gruppo fu molto influente. Nello stesso anno, Eliska fondò L'Egalité. Quando Hubertine Auclert, leader femminista a Parigi, partì per l'Algeria nel 1888, Eliska Vincent assunse la guida del movimento femminista. Grazie ad un programma moderato e poco controverso, riuscì ad ottenere l'appoggio dalle donne della classe media e nel 1889, durante il primo congresso per i diritti delle donne, partecipò come rappresentante de L'Egalité, ricevendo supporto unanime alla sua proposta di partecipazione delle donne a comitati di beneficenza locali.
Nel 1892 Eugénie Potonié-Pierre riunì otto movimenti femministi francesi nella Fédération Française des Sociétés Féministes (Federazione francese delle società femministe). La segretaria della federazione Aline Valette fondò il tabloid settimanale L'Harmonie sociale che apparve per la prima volta il 15 ottobre 1892 e fu uno strumento di comunicazione con le donne lavoratrici. La testata del tabloid aveva come messaggio: "L'emancipazione femminile è nel lavoro emancipato." Tuttavia, le collaboratrici del giornale, tra cui Eliska Vincent, Marie Bonnevial e Marya Chéliga-Loevy, erano più interessante al femminismo che al socialismo.
Eliska Vincent combatté per ristabilire i diritti della donna che, secondo lei, già esistevano nel Medioevo. Faceva parte dei sostenitori del suffragio femminile e sottolineò che, nel Medioevo, quando il diritto di voto era legato alla proprietà fondiaria, era pratica comune per le donne votare.
Nel 1900 si dimise da L'Egalité per partecipare al più vasto Conseil Nationale des Femmes Françaises (Consiglio Nazionale delle donne francesi). Quando divenne vedova, ereditò delle terre a Saint-Ouen (Senna-Saint-Denis) che le garantirono una base economica sicura per sostenere e promuovere i movimenti per i diritti delle donne e dei lavoratori. Fu un membro attivo dei Sindacalisti Francesi, un gruppo sindacale che credeva nel cambiamento sociale. Nel 1909 Vincent accettò l'incarico di Vice-presidente onorario della Union française pour le suffrage des femmes (UFSF-Unione Francese per il Suffragio femminile). Cécile Brunschvicg (1877-1946) era la segretaria generale e Jeanne Schmahl (1846-1916) era la presidente.

## Massoneria francese
Eliska Vincent fu una delle prime ad aderire alla massoneria indipendente e fece parte del gruppo di fondatrici della Grande Loge Symbolique écossaise de France - Le Droit Humain, una prima orbita massonica mista che nel 1901 diventò l'Ordine Massonico Misto e Internazionale Le Droit Humain. Il gruppo era guidato da Maria Deraismes e Vincent fece parte delle sedici sorelle che si riunirono il 4 aprile 1893, giorno della creazione della prima loggia del gruppo. Tra le altre fondatrici ricordiamo Clémence Royer, Alexandra David-Néel e Marie Béquet de Vienne. Il 5 settembre 1895 Marie Bonnevial fondò la seconda loggia a Lione e successivamente, altre logge apparvero in altre parti della Francia e nel mondo, come la n.3, chiamata "The Human Duty" fondata a Londra da Annie Besant nel 1902.

## Femminista archivista
Secondo Klejman e Rochefort, Vincent creò il femminismo storico, anche se "Leopold Lacour fu il primo ad intraprendere un esame storico del femminismo."  Eliska Vincent fu conosciuta per essere stata una delle prime archiviste del movimento femminista: ha raccolto infatti molti testi sul femminismo e numerosi dossiers sui Communards. Alla sua morte nel 1914  lasciò in eredità tutta la sua raccolta al Musée social (Museo sociale) con la speranza che creasse un istituto femminile. Il museo costruì una sezione sugli studi femminili nel 1916 ma, nonostante i ripetuti sforzi delle esecutrici testamentarie di Vincent, Marguerite Durand e Maria Vérone, nel 1919 non accettò gli archivi. La principale ragione probabilmente fu la prospettiva di dover pagare notevoli tasse federali. Si stima che la raccolta ammontasse a 600.000 testi che sono andati dispersi o distrutti.
La morte di Eliska Vincent e quella di Hubertine Auclert, due delle più importanti femministe in Francia, unita alla distruzione causata dalla prima guerra mondiale, provocò un temporaneo colpo d'arresto al movimento femminista. Dopo la morte di milioni di persone durante la guerra, un articolo del 1919 presentò come titolo "La Francia ha più bisogno di bambini che di elettori."